# Campionato svedese femminile di calcio
Il campionato svedese femminile di calcio è posto sotto l'egida della Federazione calcistica della Svezia (SvFF) ed è suddiviso in diverse leghe. La Damallsvenskan è la massima divisione calcistica della Svezia per importanza ed è seguito nella gerarchia dalla Elitettan. Il sistema calcistico svedese consiste in una serie di leghe legate tra di loro gerarchicamente tramite promozioni e retrocessioni. In ciascuna divisione le squadre si affrontano in un girone all'italiana con partite di andata e ritorno. Si assegnano tre punti alla squadra che vince una partita, un punto a ciascuna squadra in caso di pareggio e zero alla squadra sconfitta.

## Struttura
Il massimo livello è la Damallsvenskan, divisione composta da 12 squadre, che assegna il titolo di campione di Svezia. Dalla Damallsvenskan vengono retrocesse in Elitettan le squadre classificate agli ultimi due posti della classifica finale. Il secondo livello è rappresentato dall'Elitettan, divisione creata nel 2013 e composta da 14 squadre. Le prime due classificate dell'Elitettan vengono promosse in Damallsvenskan, mentre le ultime tre classificate sono retrocesse in Division 1. Il terzo livello è rappresentato dalla Division 1, composta da gironi da 12 squadre ciascuno, per un totale di 72 squadre suddivise su base geografica. Le squadre vincitrici dei sei gironi si affrontano per definire le tre squadre promosse in Elitettan, secondo il seguente schema: 1ª classificata Norra Svealand contro 1ª classificata Norrland; 1ª classificata Norra Götaland contro 1ª classificata Södra Svealand; 1ª classificata Södra Götaland contro 1ª classificata Mellersta Götaland.
| 1 | Damallsvenskan (12 squadre)      | Damallsvenskan (12 squadre)            | Damallsvenskan (12 squadre)            | Damallsvenskan (12 squadre)                | Damallsvenskan (12 squadre)            | Damallsvenskan (12 squadre)            |                        |                        |
| 2 | Elitettan (14 squadre)           | Elitettan (14 squadre)                 | Elitettan (14 squadre)                 | Elitettan (14 squadre)                     | Elitettan (14 squadre)                 | Elitettan (14 squadre)                 | Elitettan (14 squadre) | Elitettan (14 squadre) |
| 3 | Division 1 Norrland (12 squadre) | Division 1 Norra Svealand (12 squadre) | Division 1 Södra Svealand (12 squadre) | Division 1 Mellersta Götaland (12 squadre) | Division 1 Norra Götaland (12 squadre) | Division 1 Södra Götaland (12 squadre) |                        |                        |
| 4 | Division 2 Norrland 4 gironi     | Division 2 Svealand 6 gironi           | Division 2 Svealand 6 gironi           | Division 2 Götaland 8 gironi               | Division 2 Götaland 8 gironi           | Division 2 Götaland 8 gironi           |                        |                        |